# 1210
1210 (MCCX) var ett normalår som började en fredag i den julianska kalendern.

## Händelser

### Juli
- 18 juli – Erik Knutsson besegrar åter Sverker den yngre och hans danska allierade, denna gång i slaget vid Gestilren, där Sverker stupar.[A 1]

### November
- 21 november – Erik Knutsson kröns, vilket är den första kända kungakröningen i Sveriges historia.[1] Strax därefter, troligtvis i nära anslutning till kröningen, gifter sig Erik med den danska prinsessan Rikissa, för att stärka relationerna till den forna fienden Danmark. Eftersom Erik har tagit makten i Sverige med våld tvingas han dock arbeta hårt för att få påven att erkänna hans kungamakt. Kröningen och bröllopet (som utförs av ärkebiskop Valerius) blir därmed en del i detta.

## Födda
- 22 juli – Joan av England, drottning av Skottland 1221–1238 (gift med Alexander II)
- Gregorius X, född Teobaldo Visconti, påve 1271–1276 (född omkring detta år)
- Honorius IV, född Giacomo Savelli, påve 1285–1287 (född omkring detta år)
- Martin IV, född Simon de Brion, påve 1281–1285 (född omkring detta år)
- Xie Daoqing, Kinas kejsarinna 1227-1264 och regent 1274-1276

## Avlidna
- 18 juli
  - Stupade i slaget vid Gestilren:
    - Sverker den yngre, kung av Sverige 1196–1208
    - Folke Birgersson, svensk jarl under Sverker den yngre
- Maud de Braose, engelsk adelsdam.